# Подкумок
Подку́мок (на руски: Подкумок) е река минаваща през Карачаево-Черкезия и Ставрополски край, Русия, десен приток на река Кума. Дължината на реката е 160 km. Площта на басейна ѝ е 2220 km2.
Подкумок се използва за напояване. Най-голямата язовирна стена в Имперска Русия – Белие угли е била построена през 1903 г. близо до град Есентуки по река Подкумок.
Градовете Кисловодск, Есентуки, Пятигорск, Георгиевск и селищата от градски тип Горячеводски и Свободи се намират по протежението на река Подкумок.